# Búmeran

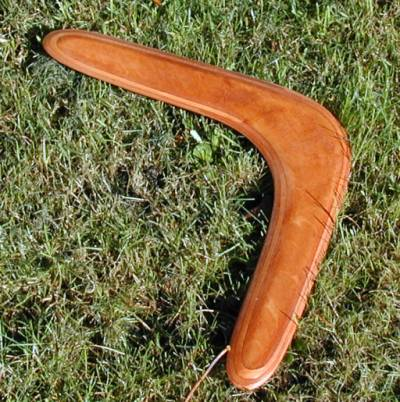
Búmeran de diseño clásico.

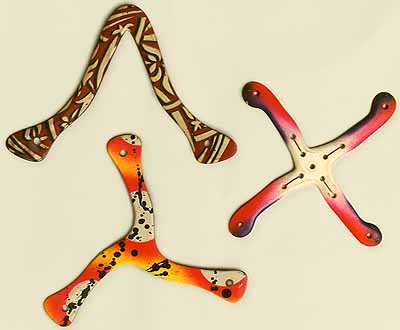
Bumeranes modernos.

El bumerán o búmeran (del inglés boomerang) es una herramienta de caza y recreación que, debido a su perfil aerodinámico y especial forma de lanzamiento, se caracteriza porque tras ser lanzado regresa a su punto de origen si no impacta en el objetivo. Perteneciente a la clase de los bastones arrojadizos se utiliza para aturdir y, en casos excepcionales, matar a pequeños animales u hostigar a la infantería enemiga durante la batalla. Existen muchos materiales válidos para construir un bumerán: madera, plástico, cartón, fibra de carbono, aluminio, etc.
Consiste en un palo de una longitud variable, pero raramente superior a 50 cm, ligeramente curvado en ángulo hacia su mitad (lo que le confiere el efecto necesario para describir vuelos circulares). Puede ser redondo o con los bordes afilados, aunque también existen modelos con forma de aspa.
Su capacidad de describir vuelos de ida y vuelta se debe a su curvatura y tallado; pero también en gran medida a la habilidad y la técnica del lanzador.
Lo mismo que otras armas de gran uso, como el arco o la jabalina, el búmeran es muy antiguo y conocido en prácticamente todos los continentes, no únicamente en Australia como erróneamente se cree. Existen bajorrelieves y dibujos de cazadores y soldados utilizando bastones arrojadizos en el Antiguo Egipto. Por su parte, Isidoro de Sevilla escribía en su enciclopedia la descripción de esta arma (llamándola cateya), su utilización en Hispania para herir o atontar y su capacidad para volver hacia su lanzador cuando no encontraba blanco.

## Historia

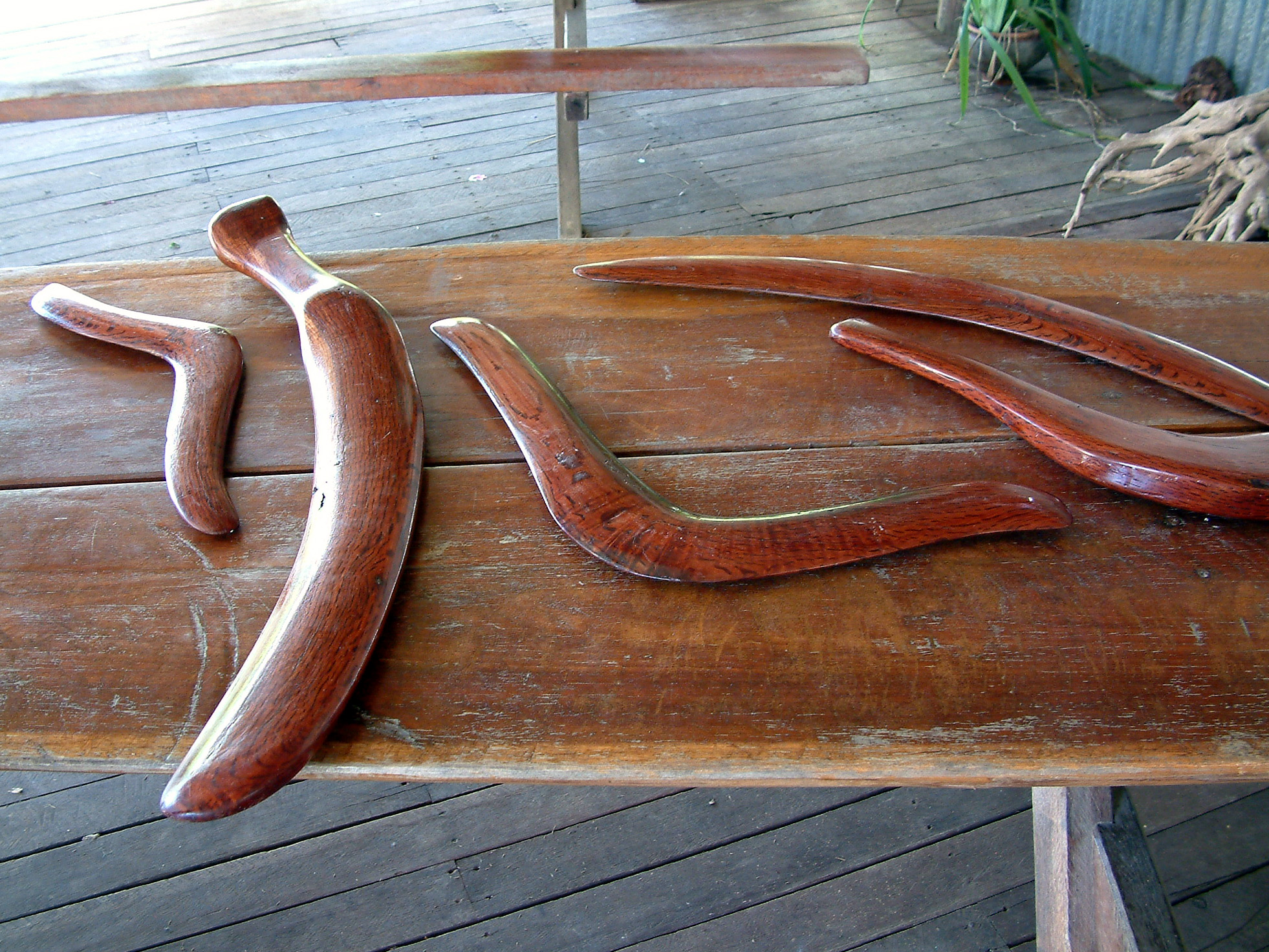
Bumeranes de los indígenas del Rain forest, Australia.

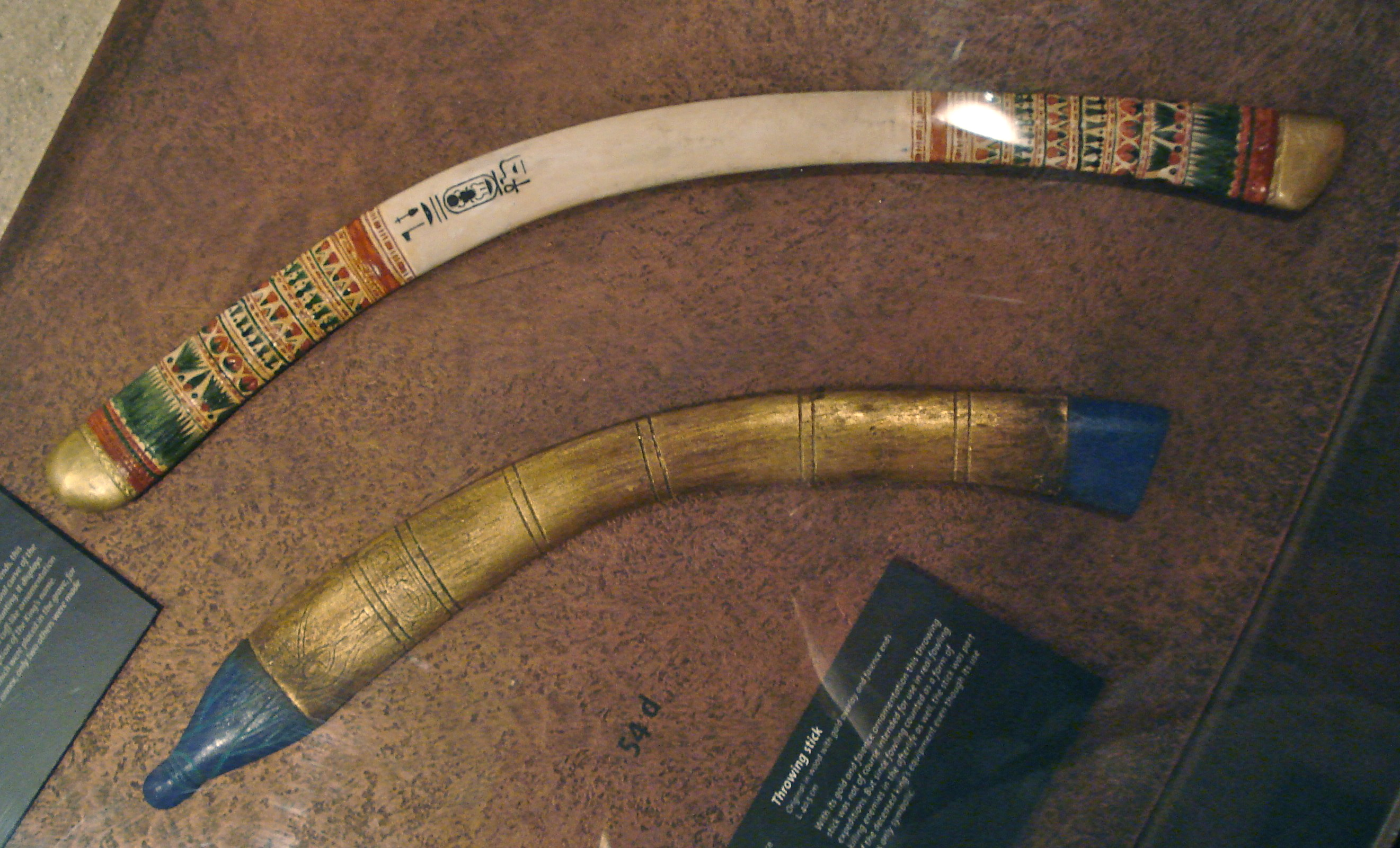
Bumeranes encontrados en la tumba del faraón Tutankamón.

Los búmeran no son exclusivos de Australia, sino que se han encontrados en los cinco continentes. El más antiguo que ha podido ser fechado hasta ahora, de 30 000 años de antigüedad, fue encontrado en Polonia en el año 1987, Hay evidencia de su uso como arma de caza desde tiempos antiguos en el sur de la India, entre los nativos de California y Arizona y en varios otros lugares de Europa, como Bélgica y Países Bajos.
Muchos de estos ejemplares no parecen haber sido concebidos para volver al lanzador, pero los que provienen del Antiguo Egipto, incluyendo algunos encontrados en la tumba de Tutankamón, demostraron ser capaces de hacerlo cuando se sometieron a pruebas de laboratorio. Como se menciona arriba, Isidoro narra también que los galos y teutones habían extendido el uso de clava arrojadiza flexible, llamada cateya, que volaba girando y que volvía a las manos del lanzador si éste era lo bastante hábil. No hay fechas exactas ni unanimidad del primer killing stick con la capacidad de retornar al punto de lanzamiento, siendo evidentemente mucho más reciente que los hallazgos de Atapuerca y Polonia.
La práctica deportiva se ha desarrollado en el siglo veinte, siendo un simple juego de habilidad entre jóvenes guerreros cuando no cazaban. A principios del siglo veinte el mayor vuelo rara vez superaba los 30 metros; en 1950 eran 50 metros y Herb Smith, el gran primer divulgador del bumerán, subió la distancia a los 100 metros, con pocos años de práctica, en el 17 de junio de 1972. 
El 18 de marzo de 2008, el astronauta japonés Takao Doi observó, en un experimento en la Estación Espacial Internacional, que los bumerán también volvían al lanzador en gravedad cero. Aunque este experimento no fue del todo válido a causa de su lanzamiento confinado, por lo cual el retorno se basó en el efecto aerodinámico del doblez de las alas de cartulina, y en el aire presente dentro de la nave. El primer astronauta que realizó dicho experimento fue a Jean-Francois Clervoy, en la estación MIR en 1997. Él fue mucho más preciso y técnico con la realidad en comparación con el astronauta japonés Takao Doi, al ser plenamente consciente de que el retorno era fruto de la aerodinámica; en ningún caso de la microgravedad creada por el bumerán en su rotación.

## Descripción

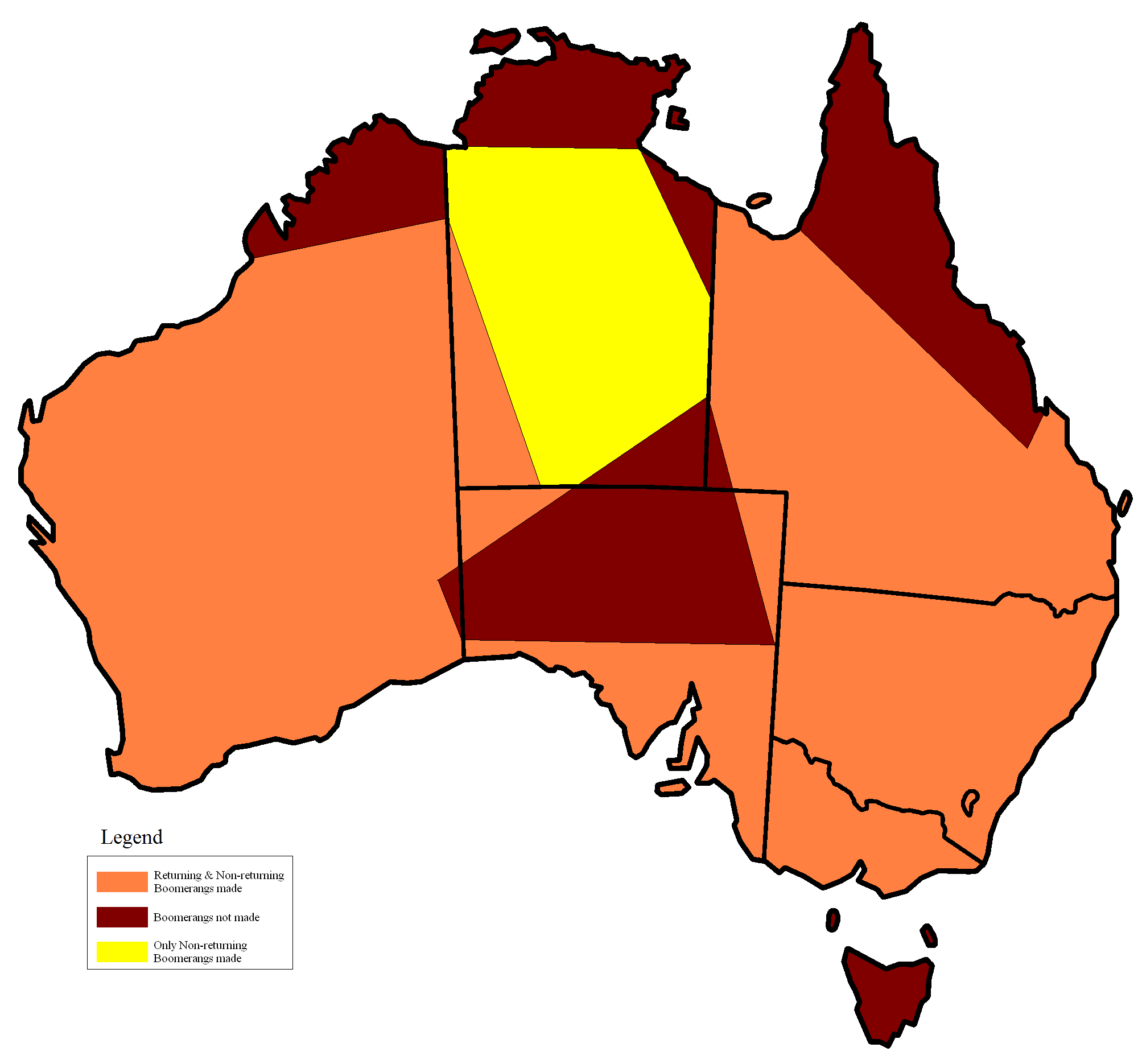
Distribución de los tipos de búmerans en Australia antes del contacto europeo, con las fronteras de los estados modernos añadidas.

Un bumerán es un palo arrojadizo con ciertas propiedades aerodinámicas, tradicionalmente hecho de madera, pero también se han fabricado dispositivos similares a los bumeranes con huesos. Los bumeranes modernos utilizados para el deporte pueden estar hechos de madera contrachapada o de plásticos como el ABS, el polipropileno, el papel fenólico o los plásticos reforzados con fibra de carbono. Los bumeranes tienen muchas formas y tamaños, dependiendo de su origen geográfico o tribal y de su función. Mucha gente piensa sólo en el tipo tradicional australiano, aunque hoy en día hay muchos tipos de bumeranes más fáciles de usar, como el de cruz, el molinete, el de volteo, el Boomabird y muchos otros tipos menos comunes.
Es importante distinguir entre los bumeranes que regresan y los que no regresan. Los bumeranes de retorno vuelan y son ejemplos de los primeros vuelos más pesados que el aire realizados por el ser humano. Un bumerán de retorno tiene dos o más alas aerodinámicas dispuestas de forma que el giro crea fuerzas aerodinámicas desequilibradas que curvan su trayectoria de forma que viaja en una elipse, volviendo a su punto de origen cuando se lanza correctamente. Aunque un palo arrojadizo también puede tener la forma general de un bumerán que regresa, está diseñado para viajar lo más recto posible de modo que pueda ser apuntado y lanzado con gran fuerza para derribar la caza. Sus superficies son, por tanto, simétricas y no tienen las aspas que dan al bumerán de vuelta su característico vuelo curvo.
El tipo de bumerán más reconocible es el bumerán de retorno en forma de L. Mientras que los bumeranes de no retorno y los palos de lanzamiento (o kylies) se utilizaban como armas, los bumeranes de retorno se han utilizado principalmente para el ocio o la recreación. Los bumeranes de retorno también se utilizaban como señuelo para las aves de presa, y se lanzaban por encima de la hierba para asustar a las aves de caza para que volaran y cayeran en las redes. Los bumeranes de retorno modernos pueden tener varias formas o tamaños.
Al igual que el bumerán de caza de los aborígenes australianos, el valari tampoco regresaba al lanzador, sino que volaba directamente. Los bumeranes que se utilizan en las competiciones tienen un mecanismo de aire especialmente diseñado para permitir el retorno, pero estos bumeranes de caza están destinados a flotar directamente hacia el objetivo. Los valaris se fabrican en muchas formas y tamaños. La historia del valari se remonta a la antigüedad y se pueden encontrar evidencias en la literatura Tamil Sangam "Purananuru". La forma habitual consiste en dos extremidades colocadas en ángulo; una es fina y afilada, mientras que la otra es redondeada y se utiliza como mango. Los valaris suelen estar hechos de hierro fundido y vertido en moldes, aunque algunos pueden tener extremidades de madera con punta de hierro. Las extremidades también pueden tener bordes letalmente afilados; algunas dagas especiales conocidas como kattari, de doble filo y muy afiladas, pueden estar unidas a algunos valaris.

## Funcionamiento
Puede adoptar casi cualquier forma y ha de ser lanzado de forma que gire sobre su propio eje. La sustentación en el aire se debe a la forma de las palas, que, con un perfil similar al de las alas de un avión, van “atacando” el aire mientras el bumerán gira sobre sí mismo y se desplaza. La trayectoria del desplazamiento es independiente de la velocidad lineal y la velocidad a la que gira sobre su propio eje, y es una constante en cada bumerán. Esto sucede porque mientras el bumerán gira sobre su propio eje y avanza, la pala que en ese momento gira en el sentido del desplazamiento del bumerán sustenta más respecto a la que en ese momento gira en sentido contrario al avance, por lo que se produce un torque o precesión giroscópica en ese sentido.
Los bumeranes pueden tener, por tanto, cualquier número de palas. Las palas no tienen por qué ser iguales ni el bumerán simétrico; existen bumeranes con forma de V, de W, con tres palas, palas distribuidas como las aspas de un helicóptero, con forma de canguro, de tortuga, de pez, etc.

## Uso deportivo
Actualmente está muy extendido el uso deportivo del búmeran. Siempre la distancia mínima del vuelo debe ser de 20 metros. Existen campeonatos a nivel internacional en donde, por modalidades, se valora: 
- Acrobático: la forma de atraparlo; en la primera serie de atrapadas estipuladas se realiza lanzando un único bumerán, y en la segunda serie, dos al mismo tiempo.
- Precisión: en el retorno, el bumerán debe caer en el suelo, lo más cercano al punto de lanzamiento.  Los puntos se otorgan en función de la proximidad del bumerán al centro de los aros. El lanzador no debe tocar el bumerán después de haberlo lanzado. Cada lanzador tiene cinco intentos. En las grandes competiciones existen dos disciplinas de precisión: Precisión 100 y Precisión 50.
- Aussie Round: considerada por muchos como la prueba definitiva de las habilidades de búmeran. El bumerán debe cruzar idealmente el círculo 50 m y volver al centro. Cada lanzador tiene cinco intentos. Los puntos se otorgan por la distancia, la precisión y la captura.
- Rapidez: atraparlo cinco veces válidas en el menor tiempo.
- Resistencia: el mayor número de atrapadas en cinco minutos.
- Trick Catch/Doubling: se otorgan puntos por las capturas con truco por detrás de la espalda, entre los pies, etc. En la modalidad de doble, el lanzador tiene que lanzar dos búmeran al mismo tiempo y atraparlos en secuencia de una manera especial.
- MTA 100 (Tiempo máximo en el aire, 100 metros (328 pies)): se conceden puntos por el tiempo que el bumerán pasa en el aire. El campo es normalmente un círculo que mide 100 m. Una alternativa a esta disciplina, sin la restricción de 100 m se llama MTA ilimitado. Hay vuelos no válidos (por atrapar fuera de la superficie delimitada) de ocho y diez minutos.
- Larga distancia: el bumerán se lanza desde el punto medio de una 40 metros (131,2 pies) línea de base. Se mide la distancia más lejana recorrida por el bumerán fuera de la línea de base. Al volver, el bumerán debe cruzar de nuevo la línea de fondo pero no tiene que ser atrapado. A continuación se dedica una sección especial a la LD. Actualmente en torno a los 250 metros de distancia.
- No puede caer al suelo o será eliminado.
- En la prueba Atrapada consecutiva, se otorgan puntos por el número de capturas realizadas antes de que se caiga el bumerán. El evento no está cronometrado.
- Malabarismo: como en el caso de la captura consecutiva, pero con dos bumeranes. En todo momento un bumerán debe estar en el aire.

## Técnica de lanzamiento
Los bumeranes se lanzan generalmente en espacios abiertos y sin obstáculos, al menos el doble del alcance del bumerán. La dirección de vuelo hacia la izquierda o la derecha depende del diseño del propio bumerán, no del lanzador. Un bumerán para diestros o para zurdos puede lanzarse con cualquiera de las dos manos, pero el lanzamiento de un bumerán con la mano no compatible requiere un movimiento de lanzamiento que a muchos lanzadores les resulta incómodo. La siguiente técnica se aplica a un bumerán para la mano derecha; las instrucciones se repiten para un bumerán para la mano izquierda. Los diferentes diseños de bumerán tienen diferentes características de vuelo y son adecuados para diferentes condiciones. La precisión del lanzamiento depende de la comprensión del peso y la aerodinámica de ese bumerán en particular, así como de la fuerza, la consistencia y la dirección del viento; a partir de ahí, el lanzador elige el ángulo de inclinación, el ángulo contra el viento, la elevación de la trayectoria, el grado de giro y la fuerza del lanzamiento. Se requiere una gran cantidad de ensayo y error para perfeccionar el lanzamiento a lo largo del tiempo.
Un bumerán lanzado correctamente saldrá paralelo al suelo, a veces subiendo suavemente, realizará un arco elegante, en sentido contrario a las agujas del reloj, circular o en forma de lágrima, se aplanará y volverá en un movimiento de planeo, entrando por la izquierda o en espiral desde atrás. Lo ideal es que un receptor experimentado pueda cerrar sus manos horizontalmente sobre el bumerán desde arriba y desde abajo, intercalando el centro entre sus manos.
El agarre depende del tamaño y la forma; los bumeranes más pequeños se sujetan entre el dedo y el pulgar en un extremo, mientras que los más grandes, pesados o anchos necesitan uno o dos dedos envueltos en el borde superior para inducir un giro. La sección en forma de aerodinámica debe estar orientada hacia el interior del lanzador, y el lado más plano hacia el exterior. Suele estar inclinada hacia fuera, desde una posición casi vertical hasta 20° o 30°; cuanto más fuerte sea el viento, más cerca de la vertical.  El codo del bumerán puede apuntar hacia delante o hacia atrás, o puede agarrarse para lanzarlo; sólo tiene que empezar a girar en la inclinación requerida, en la dirección deseada, con la fuerza adecuada.
El bumerán se dirige a la derecha del viento que se aproxima; el ángulo exacto depende de la fuerza del viento y del propio bumerán. Los bumeranes para zurdos se lanzan a la izquierda del viento y tienen una trayectoria de vuelo en el sentido de las agujas del reloj. La trayectoria es paralela al suelo o ligeramente ascendente. El bumerán puede regresar sin la ayuda de ningún viento, pero hay que tener en cuenta incluso los vientos muy leves por muy tranquilos que parezcan. Es preferible que haya poco o ningún viento para un lanzamiento preciso, los vientos ligeros de hasta 5,5 a 9 km/h son manejables con habilidad. Si el viento es lo suficientemente fuerte como para volar una cometa, entonces puede ser demasiado fuerte a menos que un lanzador experto esté utilizando un bumerán diseñado para la estabilidad en vientos más fuertes. Los días de viento fuerte son un gran desafío, y el lanzador debe ser muy consciente del flujo y reflujo de la fuerza del viento, encontrando las pausas apropiadas en las ráfagas para lanzar su bumerán.